# Франкознавство
Франкознавство — це галузь гуманітарної науки, яка займається дослідженням життя, творчості та суспільно-політичної діяльності Івана Франка, одного з найвизначніших діячів української культури, письменника, публіциста, перекладача, філософа, науковця та громадського діяча.
Витоки франкознавства
Франкознавство зародилося ще за життя Івана Франка (1856–1916). Перші спроби аналізу його творчості здійснювали сучасники письменника, зокрема Михайло Грушевський, Леся Українка, Ольга Кобилянська. Уже в цей період почали формуватися підходи до вивчення його літературного доробку, суспільно-політичних ідей, а також його впливу на розвиток української культури.
Після смерті Франка інтерес до його постаті зростав. Дослідники почали систематизувати його літературну спадщину, видавати зібрання творів, аналізувати його багатогранну діяльність. Піонерами у цьому процесі були Степан Смаль-Стоцький, Кирило Студинський, Осип Маковей.
Розвиток франкознавства у 20 столітті
Наукове франкознавство як дисципліна почало формуватися у 1920–1930-х роках. Значну роль у цьому процесі відіграли наукові осередки Галичини, а також інтелектуальна еміграція. У радянський період дослідження творчості Франка підпадало під вплив ідеологічних рамок, що часто обмежувало об’єктивність аналізу. Однак навіть за цих умов дослідники, такі як Євген Кирилюк, Михайло Возняк, Петро Колесник, зробили значний внесок у вивчення літературної спадщини Франка.
У 1970-х роках почали виходити багатотомні видання творів Франка, що стало важливим етапом у вивченні його творчості. Паралельно з текстологічною роботою розвивалися напрями дослідження його філософських, суспільно-політичних, літературознавчих і лінгвістичних поглядів.
Сучасний стан франкознавства
Після здобуття незалежності України у 1991 році франкознавство отримало новий поштовх до розвитку. З’явилися можливості для вивчення раніше малодосліджених аспектів його діяльності, таких як перекладацька спадщина, журналістика, а також наукові праці у галузі економіки, права, етнографії.
Одним із провідних центрів франкознавства став Інститут Івана Франка НАН України у Львові. Сучасні дослідники, такі як Богдан Тихолоз, Оксана Франко, Наталя Тихолоз, продовжують працювати над поглибленням знань про Франка.
Сучасне франкознавство також активно інтегрується у світовий науковий простір. Івана Франка вивчають у контексті європейської літератури, філософії, культури. Основні напрями франкознавства:
1. Літературознавчий: аналіз поетичних, прозових і драматичних творів Франка.
2. Філософський: дослідження його світогляду, поглядів на людину, суспільство, релігію.
3. Політологічний: вивчення політичної діяльності Франка, його участі у національно-визвольному русі.
4. Культурологічний: дослідження впливу Франка на розвиток української культури.
5. Текстологічний: робота над підготовкою і публікацією його спадщини, внесок Франка у світову культуру.

Іван Франко є постаттю, яка виходить за межі українського контексту. Його переклади, праці з порівняльного літературознавства, роздуми про суспільство та культуру сприяють глобальному визнанню його творчості. Франкознавство є важливим напрямом гуманітарних досліджень, який розкриває багатогранність таланту і діяльності Івана Франка та його значення для української і світової культури.